# Vuelta a España 1962
La 17.ª edición de la Vuelta a España se disputó del 27 de abril al 13 de mayo de 1962, con un recorrido de 2806 km dividido en 17 de etapas con inicio en Barcelona y final en Bilbao.
Tomaron la salida 90 corredores, 41 de ellos españoles, repartidos en 9 equipos de los que finalizaron la prueba tan solo 48 ciclistas
El vencedor, Rudi Altig, cubrió la prueba a una velocidad media de 35,684 km/h y se convirtió en el primer alemán en ganar la Vuelta a España en una carrera dominada desde el principio por su equipo, el Saint Raphael, en el que Jacques Anquetil era el gran favorito para ganar la Vuelta, pero una afección gástrica le hizo abandonar en las últimas etapas cuando marchaba segundo a unos cuatro minutos de Altig.
Rudi Altig también ganó la clasificación por puntos y Antonio Karmany se adjudicó, por tercera vez, la clasificación de la montaña.
De las etapas disputadas, solo tres fueron para ciclistas españoles.

## Etapas
| Etapa | Recorrido                                     | Km       | Ganador de la etapa     | Líder de la clasificación general |
| 1.ª   | Barcelona                                     | 90       | Antonio Barrutia        | Antonio Barrutia                  |
| 2.ª   | Barcelona-Tortosa                             | 185      | Rudi Altig              | Rudi Altig                        |
| 3.ª   | Tortosa-Valencia                              | 188      | Nino Defilippis         | Rudi Altig                        |
| 4.ª   | Valencia-Benidorm                             | 141      | Seamus Elliott          | Seamus Elliott                    |
| 5.ª   | Benidorm                                      | 21 (CRE) | Saint Raphael - Helyett | Seamus Elliott                    |
| 6.ª   | Benidorm-Cartagena                            | 152      | Jean Graczyk            | Seamus Elliott                    |
| 7.ª   | Murcia-Almería                                | 223      | Rudi Altig              | Rudi Altig                        |
| 8.ª   | Almería-Málaga                                | 220      | Jean Claude Annaert     | Rudi Altig                        |
| 9.ª   | Málaga-Córdoba                                | 193      | Antonio Gómez del Moral | Seamus Elliott                    |
| 10.ª  | Valdepeñas-Madrid (Estadio Santiago Bernabéu) | 210      | Albertus Geldermans     | Seamus Elliott                    |
| 11.ª  | Madrid-Valladolid                             | 189      | Jean Stablinski         | Seamus Elliott                    |
| 12.ª  | Valladolid-Logroño                            | 232      | Ernesto Bono            | Seamus Elliott                    |
| 13.ª  | Logroño-Pamplona                              | 191      | Jean Graczyk            | Seamus Elliott                    |
| 14.ª  | Pamplona- Bayona                              | 149      | Jean Graczyk            | Seamus Elliott                    |
| 15.ª  | Bayona-San Sebastián                          | 82 (CRI) | Rudi Altig              | Rudi Altig                        |
| 16.ª  | San Sebastián-Vitoria                         | 177      | Jean Graczyk            | Rudi Altig                        |
| 17.ª  | Vitoria-Bilbao                                | 171      | José Segú               | Rudi Altig                        |

## Equipos participantes
| Equipo                  | Jefe de filas   |
| Faema                   | José Bernárdez  |
| Saint Raphael - Helyett | Rudi Altig      |
| Portugal                | Jorge Corvo     |
| Wiel's-Groene Leeuw     | Roger Baguet    |
| Italia                  | Nino Defilippis |

| Equipo   | Jefe de filas        |
| Holanda  | Antoon Van der Steen |
| Kas      | Antonio Barrutia     |
| Ferrys   | José Pérez-Francés   |
| Licor 43 | Fernando Manzaneque  |

## Clasificaciones
En esta edición de la Vuelta a España se diputaron cinco clasificaciones que dieron los siguientes resultados:
| \| 1. \| Rudi Altig \| Alemania Occidental \| SRA \| 78h 35' 27s \| \| \| 2. \| José Pérez-Francés \| España \| FER \| a 7' 14s \| \| \| 3. \| Seamus Elliott \| Irlanda \| SRA \| a 7' 17s \| \| \| 4. \| Miguel Pacheco \| España \| KAS \| a 10' 21s \| \| \| 5. \| Francisco Gabica \| España \| KAS \| a 10' 21s \| \| \| 6. \| Jean Stablinski \| Francia \| SRA \| a 17' 07s \| \| \| 7. \| Mies Stolker \| Holanda \| SRA \| a 17' 57s \| \| \| 8. \| Fernando Manzaneque \| España \| L43 \| a 18' 13s \| \| \| 9. \| Eddy Pauwels \| Bélgica \| GRO \| a 19' 55s \| \| \| 10. \| Albertus Geldermans \| Holanda \| SRA \| a 20' 23s \| \| |                     |                     |     |             |  |
| 1. | Rudi Altig          | Alemania Occidental | SRA | 78h 35' 27s |  |
| 2. | José Pérez-Francés  | España              | FER | a 7' 14s    |  |
| 3. | Seamus Elliott      | Irlanda             | SRA | a 7' 17s    |  |
| 4. | Miguel Pacheco      | España              | KAS | a 10' 21s   |  |
| 5. | Francisco Gabica    | España              | KAS | a 10' 21s   |  |
| 6. | Jean Stablinski     | Francia             | SRA | a 17' 07s   |  |
| 7. | Mies Stolker        | Holanda             | SRA | a 17' 57s   |  |
| 8. | Fernando Manzaneque | España              | L43 | a 18' 13s   |  |
| 9. | Eddy Pauwels        | Bélgica             | GRO | a 19' 55s   |  |
| 10. | Albertus Geldermans | Holanda             | SRA | a 20' 23s   |  |

| \| 1. \| Rudi Altig \| Alemania Occidental \| SRA \| 143 puntos \| \| 2. \| Seamus Elliott \| Irlanda \| SRA \| 256 puntos \| \| 3. \| José Pérez-Francés \| España \| FER \| 281 puntos \| |                    |                     |     |            |
| 1. | Rudi Altig         | Alemania Occidental | SRA | 143 puntos |
| 2. | Seamus Elliott     | Irlanda             | SRA | 256 puntos |
| 3. | José Pérez-Francés | España              | FER | 281 puntos |

| \| 1. \| Antonio Karmany \| España \| KAS \| 59 puntos \| \| 2. \| José Segu \| España \| KAS \| 44 puntos \| \| 3. \| Julio Jiménez \| España \| FAE \| 42 puntos \| |                 |        |     |           |
| 1. | Antonio Karmany | España | KAS | 59 puntos |
| 2. | José Segu       | España | KAS | 44 puntos |
| 3. | Julio Jiménez   | España | FAE | 42 puntos |

| \| 1. \| José Segu \| España \| KAS \| 25 puntos \| |           |        |     |           |
| 1.                                                  | José Segu | España | KAS | 25 puntos |

| \| 1. \| Saint-Raphaël-Helyett-Hutchinson \| Francia \| SRA \| 235h 23' 16s \| |                                  |         |     |              |
| 1.                                                                             | Saint-Raphaël-Helyett-Hutchinson | Francia | SRA | 235h 23' 16s |